# Lytocarpia nigra
Lytocarpia nigra is een hydroïdpoliep uit de familie Aglaopheniidae. De poliep komt uit het geslacht Lytocarpia. Lytocarpia nigra werd in 1905 voor het eerst wetenschappelijk beschreven door Nutting. 